# Подібні матриці
Квадратні матриці {\displaystyle \ A,\;B} називаються подібними, якщо існує невироджена матриця {\displaystyle \ P} (називається матрицею переходу), що виконується :
{\displaystyle \ B=P^{-1}AP.}
- Відношення подібності матриць є відношенням еквівалентності.

- Критерієм подібності двох матриць є збіг усіх їх власних значень.

## Властивості
У подібних матриць багато характеристик збігаються, а саме:
- визначник матриці;
- ранг матриці;
- слід матриці;
- характеристичний многочлен {\displaystyle \ |B-\lambda I|=|P^{-1}AP-\lambda I|=|P^{-1}AP-\lambda P^{-1}IP|=|P^{-1}(A-\lambda I)P|=|P^{-1}|\cdot |A-\lambda I|\cdot |P|=|A-\lambda I|};
- мінімальний многочлен
- власні значення (хоча, власні вектори можуть бути різними);

отже, якщо квадратна матриця розміру n, подібна до деякої діагональної матриці, то вона має n лінійно незалежних власних векторів.

## Канонічна форма лінійного перетворення
Подібні матриці описують одне і теж лінійне перетворення простору в різних базисах. Перехід від одного базиса до іншого задається матрицею переходу {\displaystyle \ P.}
Щоб спростити задання лінійного перетворення, шукають базис в якому матриця діагональна. Але не всі матриці є подібними до деякої діагональної матриці, хоча комплексні нормальні матриці та дійсні симетричні матриці — подібні.
Спектральна теорема стверджує, що довільна нормальна матриця унітарно-подібна до деякої діагональної матриці. 
Існують також складніші канонічні форми матриць, до яких довільна матриця може бути приведена перетворенням подібності:
- Жорданова нормальна форма
- Фробеніусова нормальна форма